# Spadnejávrre
Spadnejávrre är en sjö i Gällivare kommun i Lappland och ingår i Luleälvens huvudavrinningsområde. Sjön har en area på 0,773 kvadratkilometer och ligger 700 meter över havet. Spadnejávrre har fått sitt namn efter berget Spadnetjåhkåtja söder om sjön. Det tidigare namnet Pajep Skuokejaure är härlett från berget Skuogetjåhkkå väster om sjön. Spadnejávrre avvattnas av vattendraget Svártijåhkå.

## Delavrinningsområde
Spadnejávrre ingår i det delavrinningsområde (754350-155116) som SMHI kallar för Utloppet av Pajep Skuokejaure. Medelhöjden är 952 meter över havet och ytan är 14,83 kvadratkilometer. Räknas de 3 avrinningsområdena uppströms in blir den ackumulerade arean 49,55 kvadratkilometer. Svartijåkkå som avvattnar avrinningsområdet har biflödesordning 3, vilket innebär att vattnet flödar genom totalt 3 vattendrag (Sårgåjåhkå, Stora Luleälven, Luleälven) innan det når havet efter 402 kilometer. Avrinningsområdet består mestadels av kalfjäll (91 procent). Avrinningsområdet har 1,31 kvadratkilometer vattenytor vilket ger det en sjöprocent på 8,8 procent.